# سازه‌انگاری
سازه‌انگاری یا برسازی (به انگلیسی: Constructivism) یکی از نظریه‌های روابط بین‌الملل محسوب می‌شود. این نظریه بر این عقیده است که جنبه‌های مهم روابط بین‌الملل در نتیجه سرشت انسان یا دیگر ویژگی‌های اساسی سیاست جهانی نیست، بلکه آن‌ها به طور تاریخی و اجتماعی برساخته شده.

## معادل
واژه (Constructivism) در زبان فارسی از سوی بسیاری از مترجمان و استادان رشته روابط بین‌الملل و علوم سیاسی همانند حمیرا مشیرزاده و حسین سلیمی به «سازه‌انگاری» ترجمه شده است. با این حال علیرضا طیب این واژه را به «برسازی» ترجمه کرده‌اند.

## اصول
الکساندر ونت در مقاله آنارشی آن است که حکومت‌ها باور می‌کنند اصول سازه‌انگاری را این گونه بیان میکند:
- ساختار جوامع انسانی غالباً به واسطه ایده‌ها و هنجارها شکل می‌گیرد و نه نیروهای مادی؛
- هویت و منافع بازیگران در این سیستمها بر اساس بارورهای مشترک شکل می‌گیرد و نه طبیعت.

به گفته ونت: 
 اگر امروزه در دنیایی زندگی می‌کنیم که روابط بر اساس قدرت شکل می‌گیرند و خودیاری یک اصل است به خاطر روند است، نه ساختار؛ و این اصول را نمی‌توان از آنارشی نتیجه گرفت. سیاست بازی قدرتها و خودیاری نهادهای آنارشی هستند و نه ویژگی‌های ضروری. آنارشی آن است که حکومت‌ها باور می‌کنند

## پی‌نوشت‌ها
1. ↑  Patrick Thaddeus Jackson and Daniel H. Nexon, "Whence Causal Mechanisms? A Comment on Legro" in Dialogue IO Vol. 1, 2002
2. ↑  هادیان، ناصر (۱۳۸۲)، «سازه انگاری: از روابط بین‌الملل تا سیاست خارجی»، فصلنامه سیاست خارجی، زمستان، شماره ۶۸، صفحه ۹۱۵-۹۵۰.
3. ↑  سلیمی، حسین، (۱۳۸۸) رویکرد سازه انگارانه به زمینه‌های اجتماعی روابط ایران و آمریکا، پژوهشنامه علوم سیاسی، بهار، شماره ۱۴، صفحه ۹۳-۱۱۸.
4. ↑  لینکلیتر، اندرو (۱۳۸۶). نوواقع گرایی، نظریه انتقادی و مکتب برسازی. دفتر مطالعات سیاسی و بین‌المللی وزارت امور خارجه.